# روي جلنوود
روي جلنوود سبورلينغ (بالإنجليزية: Roy Glenwood Spurling) (من مواليد 6 سبتمبر 1894 في سينتراليا، ميزوري - وتوفي في 7 فبراير 1968 في لاهويا، كاليفورنيا) كان جراح أعصاب أمريكي اشتهر بإجرائه اختبار سبورلينغ.

## سيرته الذاتية
درس روي سبورلينغ في جامعة ميسوري وحصل على بكالوريوس الآداب عام 1920، ثم ماجستيرالآداب عام 1923، ثم التحق بكلية الطب بجامعة هارفارد، وحصل على دكتوراه في الطب مع مرتبة الشرف في عام 1923. تدرب سبورلينغ في مستشفى بيتر بنت بريغام تحت إشراف الدكتور هارفي كوشينغ، الذي شجعه لممارسة جراحة المخ والأعصاب. أصبح جلنوود مستشارًا لجراحة الأعصاب في مستشفى لويزفيل العام في عام 1925، خلال فترة إقامته كجراح هناك. أسس جلنوود قسم جراحة المخ والأعصاب في جامعة لويزفيل في عام 1926، وظل مسؤولا هناك حتى تقاعد في عام 1960. شكّل جلنوود الجمعية الأمريكية لجراحي الأعصاب في عام 1931، وأصبح رئيسًا في عام 1934، و كان واحدًا من الأعضاء المؤسسين، ورئيس لاحق، للمجلس الأمريكي للجراحة العصبية. نشر التشخيص العملي العصبي، مع إشارة خاصة لمشاكل جراحة المخ والأعصاب في عام 1935.
خلال الحرب العالمية الثانية، كان جلنوود أول رئيس لجراحة المخ والأعصاب في مستشفى والتر ريد العام، ونظم خدمة جراحة الأعصاب للقوات البرية للولايات المتحدة أثناء عمله كرئيس مساعد للجراحة العامة. انتُدب جلنوود إلى لندن في مارس 1944 ليكون مسؤولًا عن قسم جراحة المخ والأعصاب في المسرح الأوروبي للحرب العالمية الثانية. أثناء سفره إلى منزله في عام 1945 استدعي للعودة إلى فرنسا لنجدة الجنرال جورج باتون، بناءًا على طلب زوجة باتون، بعد حادث السيارة الذي تسبب في وفاة باتون.
أصبح جلنوود رئيس تحرير مجلة جراحة المخ والأعصاب خلال الحرب العالمية الثانية، وبعد ذلك أصبح رئيسًا لمجلس التحرير، وبقي مستشارًا لها حتى وفاته. حصل على دكتوراه فخرية في عام 1957 من جامعة ميسوري، وحصل على لقب أستاذ متميز في جراحة الأعصاب من جامعة لويزفيل إبان تقاعده.